# منتخب جورجيا لكرة القدم الشاطئية
منتخب جورجيا لكرة القدم الشاطئية هو ممثل جورجيا الرسمي في المنافسات الدولية في كرة قدم شاطئية
، يديريه اتحاد جورجيا لكرة القدم.